# Opció (Imperi Romà)
L'opció (en llatí optio) era un grau intermedi entre centurió i decurió a l'exèrcit a l'època de l'Imperi Romà, equivalent als actuals sotsoficials. L'opció podia ser designat pel centurió o pels seus companys, es valorava el seu valor, destresa militar i dots de comandament.
Estava classificat d'entre els milites principales i posseïa la categoria de duplicarius, és a dir estava rebaixat de tasques pesades i cobrava doble paga. Aspirava a ser nomenat centurió i quan havia arribat a la qualificació suficient rebia el títol de optio ad spem ordinis.